# Portrait de Juan Bautista Muguiro
Le Portrait de Juan Bautista Muguiro est un tableau de Francisco de Goya représentant son ami Juan Bautista Muguiro, réalisé un an avant sa mort, en 1827.

## Contexte de l'œuvre
À la suite de l'arrivée au pouvoir de Ferdinand VII d'Espagne et de son rejet des afrancesados, libéraux, proches des Lumières et autres collaborateurs avec le gouvernement de Joseph Bonaparte, Francisco de Goya décide de s'exiler à Bordeaux.
Il s'y rend avec sa compagne Leocadia Zorrilla et la fille de celle-ci Rosario Weiss et y retrouve ses amis Leandro Fernández de Moratín, Manuel Silvela et Antonio de Brugada. Plus tard, Juan Bautista Muguiro, commerçant et banquier, qui a de lointains liens de parenté avec le peintre, s'exile lui aussi à Bordeaux. Il rencontre Goya et lui commande un portrait qui sera réalisé en mai 1827, un an avant la mort de l'aragonais.

## Analyse
Le tableau porte l'inscription « Don Juan Muguiro, par / son ami Goya, à / 81 ans, à Bordeaux, / Mai 1827 », ce qui a permis de dater l'œuvre. Le terme « ami » est à cette époque générique, en espagnol, pour exprimer sa reconnaissance — ici, probablement pour ses gestions financières effectuées pour aide le peintre, et, en tous cas, son fils Javier,.
Muguiro est représenté dans son aspect le plus prosaïque et mercantile, lisant une lettre et près d'un bureau couvert de papiers et d'un encrier. Une forte sensation de confiance se dégage du banquier, qui est assis sur une chaise de soie dorée et a un air travailleur, respectable et austère avec ce costume bleu foncé, quoique ses cheveux trahissent un laisser-aller propre à la mode romantique,. Avec ce portrait, Goya pratique une nouvelle typologie de portrait : il ne s'attarde pas sur les détails superflus et se concentre sur la personnalité du sujet. Il utilise une gamme chromatique très réduite : noir, blanc et brun, avec quelques touches de jaune et de carmin,.
Le visage lumineux semble sculpté à coups de pinceaux pour donner une expression volontaire, avec une mâchoire carrée, une bouche ferme et une expression tenace, en contradiction, à nouveau, avec un front large et dégagé, tel un artiste. Il est puissamment mis en avant, sur un fond neutre, et fait ressortir l'énergie, la vitalité et la force de caractère du sujet.
Certains objets, comme les feuilles et l'encrier ont atteint une très grande abstraction formelle. Goya, âgé, condense sa technique sur quelques coups de pinceau énergiques qui révèlent l'effort de sa main et de ses yeux — dont la vision a beaucoup diminué.
L'œuvre tardive de Goya démontre une démarche artistique indépendante difficile, pure et synthétique. La matière était devenue indépendante et importante en elle-même, grâce à la précision de ses gestes ; c'est quelque chose que personne n'avait considéré comme démarche artistique, et encore moins réussi à faire jusqu'alors — et même longtemps après — en peinture.

## Provenance
Tout comme La Laitière de Bordeaux, que Juan Bautista Muguiro achète à Leocadia Zorrilla en 1830, l'œuvre reste ensuite dans le giron familial de celui-ci jusqu'à ce que Juan Bautista Muguiro Beruete, deuxième comte de Muguiro et petit-neveu du premier cité, le lègue à sa mort au musée du Prado (la clause testamentaire ne sera finalement effective qu'en 1945, à la mort de son frère Fermín, troisième comte de Muguiro et usufruitier des deux tableaux), où elle est actuellement conservée,.